# Selina Ren
Selina Ren Chia-Hsüan (cinese: 任家萱; pinyin: Rèn Jiāxuān; Taipei, 31 ottobre 1981) è una cantante e attrice taiwanese.
È un membro della band femminile taiwanese S.H.E. L'11 giugno 2004 si è laureata alla National Taiwan Normal University in Scienze dell'educazione, seguendo un corso di Educazione civica. Nel mese di settembre 2006, Selina ha pubblicato il suo primo libro, Selina ama le perline (愛的小珠珠), nel quale insegna ai lettori come usare le perline per creare oggetti di design.
Selina è alta 163 cm e pesa 45 kg.

## Origini
L'8 agosto 2000, la HIM International Music ha organizzato una 'Competizione Universale per il Talento e per la Bellezza" in cerca di nuove artiste da mettere sotto contratto. La sorella minore di Selina (Kimi Ren) avrebbe voluto partecipare, ma era troppo giovane. Alla fine, Selina si è iscritta al concorso al suo posto. Nella gara figuravano più di 1000 partecipanti e dopo vari round, solo sette di loro furono scelte per partecipare all'ultimo round, chiamato 'Cruel Stage'. I tre membri delle S.H.E. apparvero in quel momento. Dopo la competizione, la compagnia musicale ha fatto un'audizione a ciascuna delle sette concorrenti rimaste. Selina Ren è stata la vincitrice del concorso. Ha attirato principalmente l'attenzione dei giudici durante il primo round cantando ' Before I Fall In Love' di Coco Lee, ed è entrata in finale senza problemi con la canzone 'The Closest Stranger'. Selina ha anche cantato "Reflection" di Christina Aguilera. A causa del nervosismo durante la finale, Selina è stata richiamata due volte, tuttavia è stata annunciata vincitrice nonostante i suoi stessi dubbi. Appena dopo il concorso, i tre membri delle S.H.E. furono messe sotto contratto dalla HIM International Music.
Il suo nome, Selina, è stato scelto dalla compagnia dopo averle fatto un test sulla personalità; esso rappresenta la “gentilezza”. Selina stessa ha scelto il nome tra quello che attualmente porta ed un'altra alternativa, Selena.

## Collaborazioni
La voce di Selina le ha fatto guadagnare due importanti duetti, uno con Tank (un solista taiwanese sotto la HIM), 獨唱情歌 "Solo Love Song", ed uno con Leehom Wang, 你是我心内的一首歌 "You Are The Song Inside My Heart". La collaborazione con Lee-Hom ha riscosso un incredibile successo, tanto che secondo alcuni pettegolezzi, in seguito smentiti, i due artisti avrebbero instaurato anche una relazione sentimentale.

## Discografia

### Album studio
- 2015 - 3.1415

### EP
- 2011 - Dream a New Dream